# Gröbenzell
Gröbenzell (bavarski: Gröbnzei) njemačka je općina u Bavarskoj, zapadno od Münchena. Krajem 2007. općina je imala 19.275 stanovnika.

## Gradovi prijatelji
- Garches (Francuska) od 1994.
- Pilisvörösvár (Mađarska) od 1990.

## Vanjske poveznice
- Službena stranica (njem.)

### Ostali projekti
|  | Zajednički poslužitelj ima još gradiva o temi Gröbenzell |